# Polyommatus
Polyommatus es un género de mariposas diurnas de la familia Lycaenidae, subfamilia Polyommatinae. Incluye más de 200 especies nativas de Eurasia y el norte de África. El género fue descrito por primera vez en 1804 por Pierre André Latreille.

## Especies por subgénero o grupo

### SubgéneroAgrodiaetus
- Polyommatus admetus (Esper, 1785) — en los Balcanes, Turquía, Armenia, Azerbaiyán, Irán.
- Polyommatus alcestis (Zerny, 1932) — en Asia Menor.
  - Polyommatus alcestis karacetinae (Lukhtanov y Dantchenko, 2002) — en Turquía y en Irán
- Polyommatus aroaniensis (Brown, 1976) — en Grecia. [LC]
- Polyommatus demavendi (Pfeiffer, 1938) — en Turquía y Irán.
- Polyommatus fabressei (Oberthür, 1910) — en España. [LC]
- Polyommatus humedasae (Toso y Balletto, 1976) — en Italia. [EN].
- Polyommatus mithridates (Toso y Balletto, 1976) — en Asia Menor.
- Polyommatus nephohiptamenos (Brown y Coutsis, 1978) — en los Balcanes. [NT].
- Polyommatus ripartii (Freyer, 1830) — desde el sur de Europa à Siberia.
- Polyommatus valiabadi (Rose y Schurian, 1977) — en el norte de Irán.
- Polyommatus violetae (Gómez Bustillo, Expósito Hermosa y Martínez Borrego, 1979) — en España. [LC].
- Polyommatus eurypilos (Gerhard, 1851) — en Turquía.
- Polyommatus schuriani (Rose, 1978) — en el centro de Turquía.
- Polyommatus attalaensis (Carbonell, Borie y Prins, 2004) — en el suroeste de Turquía.
- Polyommatus surakovi (Koçak, 1996) — en el este de Turquía y en Azerbaiyán.
- Polyommatus cyaneus (Staudinger, 1899) 
  - Polyommatus cyaneus cyaneus en Armenia.
  - Polyommatus cyaneus brandti (Forster, 1956) — en el centro de Irán.
  - Polyommatus cyaneus damalis (Riley, 1921) — en el noroeste de Irán.
  - Polyommatus cyaneus pseudocyaneus (Forster, 1956) — en Georgia.
- Polyommatus xerxes (Staudinger, 1899) — en el noreste de Irán.
- Polyommatus dizinensis (Schurian, 1982) — en el norte de Irán.
- Polyommatus kendevani (Forster, 1956) — en el norte de Irán.
- Polyommatus merhaba (de Prins et al., 1991) — en el noreste de Turquía.
- Polyommatus pierceae (Lukhtanov y Dantchenko, 2002) — en el sureste de Turquía y el noroeste de Irán.
- Polyommatus pseudoxerxes (Forster, 1956) — en el norte de Irán.
- Polyommatus turcicus (Koçak, 1996) — en Asia Menor.
- Polyommatus yurinekrutenko (Koçak, 1996) — en el Cáucaso y Kurdistán.
- Polyommatus zarathustra (Eckweiler, 1997) — en el centro de Irán.
- Polyommatus arasbarani (Carbonell & Naderi, 2000) — en el noroeste de Irán.

#### GrupoDama
- Polyommatus dama (Staudinger, 1891) — en Turquía y en el noroeste de Irán. [EN]
- Polyommatus hamadanensis (de Lesse, 1959) — en Irán.
- Polyommatus larseni (Carbonell, 1994)
- Polyommatus theresiae (Schurian & van Oorschot & van den Brink, 1992) — en Kurdistán.

#### GrupoDamon
- Polyommatus baytopi (de Lesse, 1959)
- Polyommatus biton (Sulzer, 1776) — en los Alpes.
- Polyommatus carmonides (de Lesse, 1960) — en el norte del Cáucaso.
- Polyommatus damon (Denis y Schiffermüller, 1775) 
  - Polyommatus damon damon en el sur y el centro de Europa.
  - Polyommatus damon kotshubeji (Sovinsky, 1915) — en Transcaucasia.
  - Polyommatus damon merzbacheri (Courvoisier, 1913) —
  - Polyommatus damon mongolensis (Koçak, 1980) — en el sur de Siberia y en Mongolia.
  - Polyommatus damon noguerae (De Sagarra, 1924) — en España.
  - Polyommatus damon zhicharevi (Sovinsky, 1915) — en el sureste de Europa y el norte de Cáucaso.
- Polyommatus iphicarmon (Courvoisier, 1913) — en Kurdistán.
- Polyommatus iphidamon (Staudinger, 1899)
- Polyommatus iphigenia (Herrich-Schäffer, 1847) — en Asia Menor y los Balcanes.
  - Polyommatus iphigenia araratensis (de Lesse, 1957) — en Turquía.
  - Polyommatus iphigenia barthae (Pfeiffer, 1932) —
- Polyommatus ischkaschimicus (de Lesse, 1957) — en el Pamir.
  - Polyommatus ischkaschimicus ischkaschimicus
  - Polyommatus ischkaschimicus danilevskyi (Dantchenko, 1994) —
- Polyommatus juldusa (Staudinger, 1886) — en el noroeste de China.
  - Polyommatus juldusa juldusa
  - Polyommatus juldusa kasachstanus (Lukhtanov y Dantchenko, 1994) —
  - Polyommatus juldusa kirgisorum (Lukhtanov y Dantchenko, 1994) —
  - Polyommatus juldusa rueckbeili (Forster, 1960) —
- Polyommatus posthumus (Christoph, 1877) — en el norte de Irán.
- Polyommatus rovshani (Christoph, 1877) — en Azerbaiyán.
- Polyommatus shamil (Dantchenko, 2000) — en el noreste del Cáucaso.
- Polyommatus tankeri (de Lesse, 1960) — en Asia Menor.

#### GrupoDolus
- Polyommatus fulgens (Sagarra, 1925) — en el norte y noreste de España.
- Polyommatus antidolus (Rebel, 1901) — en Kurdistán.
- Polyommatus dolus (Hübner, 1823) — suroeste de Europa. [LC].
  - Polyommatus dolus virgilius Oberthür, 1910 en Italia.
  - Polyommatus dolus vittatus Oberthür, 1892 en Francia.[1]
- Polyommatus femininoides (Eckweiler, 1987) — en el Cáucaso.
- Polyommatus Kurdistánicus (Forster, 1961) — en Kurdistán.
- Polyommatus menalcas (Freyer, 1837) — en Asia Menor y en Kurdistán.
- Polyommatus mofidi (de Lesse, 1963)
- Polyommatus morgani (Le Cerf, 1909) 
  - Polyommatus morgani sanandajensis (Carbonell, 2003) —
- Polyommatus peilei (Le Cerf, 1909) — en el noroeste de Irán.
- Polyommatus phyllides (Staudinger, 1886) — en el centro de Asia.
  - Polyommatus phyllides phyllides
  - Polyommatus phyllides askhabadica (Forster, 1960) —
  - Polyommatus phyllides kentauensis (Lukhtanov, 199) —
- Polyommatus phyllis (Christoph, 1877) 
  - Polyommatus phyllis phyllis en el norte de Irán.
  - Polyommatus phyllis dagestanica (Forster, 1960) — en el noreste del Cáucaso.
  - Polyommatus phyllis nekrutenkoi (Dantchenko y Lukhtanov, 1994) — en Azerbaiyán.
- Polyommatus sennanensis (de Lesse, 1959) — en Kurdistán.
- Polyommatus vanensis (de Lesse, 1957) 
  - Polyommatus vanensis sheljuzhkoi (Forster, 1960) — en Armenia.
  - Polyommatus vanensis zeituna (Forster, 1960) — en el sur de Turquía y en Irak.
- Polyommatus vittatus Oberthür, 1892 ou Polyommatus dolus vittatus.

#### GrupoDamone
- Polyommatus damocles (Herrich-Schäffer, 1844) 
  - Polyommatus damocles damocles en el sur de Oural.
  - Polyommatus damocles kanduli (Dantchenko y Lukhtanov, 2002) — en Turquía.
  - Polyommatus damocles krymaeus (Sheljuzhko, 1928) —
  - Polyommatus damocles rossicus (Dantchenko & Lukhtanov, 1993) —
  - Polyommatus damocles tortumensis (Carbonell, 2003) — en Turquía.
  - Polyommatus damocles urartua (Carbonell, 2003) — en Turquía.
- Polyommatus damone (Eversmann, 1841) 
  - Polyommatus damone damone en el sur de Oural.
  - Polyommatus damone altaicus (Elwes, 1899) — en Altái.
  - Polyommatus damone bogdoolensis (Dantchenko y Lukhtanov, 1997) — en el norte de Mongolia.
  - Polyommatus damone irinae (Dantchenko, 1997) — a lo largo del río Volga.
  - Polyommatus damone pljushtchi (Lukhtanov y Budashkin, 1993) — en Crimea.
  - Polyommatus damone sibirica (Staudinger, 1899) — en el sur de Siberia y el norte de Mongolia.
  - Polyommatus damone tanais (Dantchenko y Lukhtanov, 1993) — en el sureste de Europa.
  - Polyommatus damone walteri (Dantchenko y Lukhtanov, 1993) — en el noroeste de Mongolia.
- Polyommatus damonides (Staudinger, 1899) — en el sur de Armenia.
- Polyommatus fabiani (Staudinger, 1899) — en Mongolia.
- Polyommatus putnami (Dantchenko y Lukhtanov, 2002) — en Turquía.

#### GrupoPoseidon
- Polyommatus deebi (Larsen, 1974) — en Líbano.
- Polyommatus hopfferi (Herrich-Schäffer, 1851) — en Asia Menor y en Kurdistán.
- Polyommatus lycius (Carbonell, 1996) — en Asia Menor.
- Polyommatus poseidon (?Lederer, 1869) — en Asia Menor.
  - Polyommatus poseidon mesopotamica (Staudinger, 1892)

#### GrupoPoseidonides
- Polyommatus ardschira (Brandt, 1938)
- Polyommatus evansi (Forster, 1956) — en el centro de Asia.
- Polyommatus iphigenides (Staudinger, 1886)
- Polyommatus melanius (Staudinger, 1886)
- Polyommatus poseidonides (Staudinger, 1886) — en el centro de Asia.
  - Polyommatus poseidonides poseidonides
  - Polyommatus poseidonides rickmersi (Forster, 1956) —

#### GrupoActinides
- Polyommatus actinides (Staudinger, 1886) — en el centro de Asia.
  - Polyommatus actinides actinides
  - Polyommatus actinides praeactinides (Forster, 1960)
  - Polyommatus actinides weidenhofferi (Eckweiler, 1997)

#### GrupoActis
- Polyommatus actis (Herrich-Schäffer, 1851)
- Polyommatus altivagans (Forster, 1956) — en Asia Menor y en Cáucaso.
- Polyommatus anticarmon (Koçak,1983) — sinónimo de Polyommatus charmeuxi (Pagés, 1994). en Turquía, provincias de Van y Hakkari.
- Polyommatus ectabanensis (de Lesse, 1963) — en Asia Menor y en Irán.
- Polyommatus firdussii (Forster, 1956)
- Polyommatus gorbunovi (Eckweiler, 1989) — en el Cáucaso.
- Polyommatus pfeifferi (Brandt, 1938)
- Polyommatus sertavulensis (Koçak, 1979)
- Polyommatus turcicus (Koçak, 1977) — en Asia Menor.
- Polyommatus wagneri (Forster, 1956) — en Asia Menor.

#### GrupoStoliczkanus
- Polyommatus annamaria (Tutt, 1909)
- Polyommatus ariana (Tutt, 1909) — en el oeste de Himalaya.
- Polyommatus ciloicus (Tutt, 1909) — en Kurdistán.
- Polyommatus dux (Tutt, 1909) — en el noroeste de India.
- Polyommatus erigone (Grum-Grshimailo, 1890)
- Polyommatus everesti (Grum-Grshimailo, 1890) — en Tíbet.
- Polyommatus fraterluci (Grum-Grshimailo, 1890)
- Polyommatus hunza (Grum-Grshimailo, 1890) — en Pamir.
- Polyommatus pierinoi (Grum-Grshimailo, 1890) — en el centro de Himalaya.
- Polyommatus stoliczkanus (Felder y Felder, 1865) — en el oeste de Himalaya y en Nepal.
  - Polyommatus stoliczkanus arene (Fawcett, 1904) — en Tíbet.
  - Polyommatus stoliczkanus janetae (Evans, 1927) — en el oeste de Himalaya.
- Polyommatus sutleja (Moore, 1882) — en el oeste de Himalaya.

#### GrupoTranscapsicus
- Polyommatus Afganistána (Forster, 1972) — en Afganistán.
- Polyommatus aserbeidschanus (Forster, 1956) — en el Cáucaso y en Armenia.
  - Polyommatus aserbeidschanus firuza (Carbonell, 1993) — en el norte de Turquía.
- Polyommatus caeruleus (Staudinger, 1871) — en Asia Menor.
- Polyommatus elbursicus (Forster, 1956)
- Polyommatus ninae (Forster, 1956) — en Kurdistán.
- Polyommatus transcaspicus (Staudinger, 1899) — en el norte de Irán.
  - Polyommatus transcaspicus transcaspicus
  - Polyommatus transcaspicus kotzschi (Forster, 1956)

### GrupoLysandra
- Polyommatus albicans (Herrich-Schäffer, 1851) 
  - Polyommatus albicans berber (Le Cerf, 1932) — en Marruecos en los montes del Atlas
  - Polyommatus albicans dujardini (Barragué, 1987) — en Marruecos en el Rif.
- Polyommatus apennina (Zeller, 1847)
- Polyommatus bellargus (Rottemburg, 1775)
- Polyommatus caelestissima (Verity, 1921) — [LC].
- Polyommatus caucasina (Lederer, 1870)
- Polyommatus coridon (Poda, 1761) — [LC].
  - Polyommatus coridon asturiensis Sagarra, 1922.
  - Polyommatus coridon borussia (Dadd, 1908)
- Polyommatus corydonius (Herrich-Schäffer, 1852) — en Turquía, en Irán, en Cáucaso.
  - Polyommatus corydonius ciscaucasica (Jachontov, 1914) — en el Cáucaso
- Polyommatus dezinus (de Freina y Witt, 1983) — en Kurdistán.
- Polyommatus hispana (Herrich-Schäffer, 1852) — en España, sur de Francia y Italia. [LC].
- Polyommatus melamarina (Dantchenko, 2000)
- Polyommatus ossmar (Gerhard, 1853) — en Asia Menor.
  - Polyommatus ossmar ankara (Schurian & Hofmann, 1983) — en Turquía
- Polyommatus punctifera (Oberthür, 1876) — en África del Norte.
- Polyommatus sheikh (Dantchenko, 2000)
- Polyommatus syriaca (Tutt, 1914) — en Siria y en Líbano.

### SubgéneroMeleageria
- Polyommatus buzulmavi (Carbonell, 1992) — en Kurdistán.
- Polyommatus daphnis (Denis y Schiffermüller, 1775)
  - Polyommatus daphnis daphnis en el sur de Europa, en Crimea y Urales.
  - Polyommatus daphnis elamita (Le Cerf, 1913)
  - Polyommatus daphnis hayesi (Larsen, 1974)
  - Polyommatus daphnis narsana (Alberti, 1973) — en el Cáucaso.
  - Polyommatus daphnis versicolor (Heyne, 1895) — en Armenia.
- Polyommatus marcida (Lederer, 1870) — en Kurdistán.

### SubgéneroPlebicula
- Polyommatus atlantica (Elwes, 1905) — en África del Norte.
  - Polyommatus atlantica atlantica en el Alto Atlas de Marruecos.
  - Polyommatus atlantica barraguei Dujardin, 1977 en Argelia
  - Polyommatus atlantica weissi (Dujardin, 1977) — en Marruecos.
- Polyommatus dorylas (Denis y Schiffermüller, 1775) — en el sur de Europa, Asia Menor y el Cáucaso.
  - Polyommatus dorylas armenus (Staudinger, 1871) — en el Cáucaso (Armenia).
  - Polyommatus dorylas castilla (Fruhstorfer, 1910)
  - Polyommatus dorylas magna Bálint, 1985 — en el sur de Europa.
- Polyommatus golgus (Hübner, 1813) — en el sur de l'España. [VU].
- Polyommatus nivescens (Hübner, 1813) — en España y en el sur de Francia. [NT].
- Polyommatus sagratrox (Aistleitner, 1986) — en el sureste de l'España.

### SubgéneroPolyommatus
- Polyommatus aloisi (Bálint, 1988) — en el sur de Mongolia.
- Polyommatus amor (Lang, 1884) — en el centro de Asia.
- Polyommatus boisduvalii (Herrich-Schäffer, 1844) 
  - Polyommatus boisduvalii boisduvalii — de Alemania a Siberia.
  - Polyommatus boisduvalii orientalis (Krziwitzky, 1983) — en Polonia, Ucrania y Bielorrusia.
- Polyommatus eroides (Frivaldszky, 1835) — en Asia Menor.
  - Polyommatus eroides amdoensis (Wnukowsky, 1929)
- Polyommatus eros (Ochsenheimer, 1808) — en los Alpes y los Pirineos.
- Polyommatus erotides (Kurentzov, 1970) — en el sur de Siberia y en Mongolia.
- Polyommatus forresti (Kurentzov, 1970) — en el centro de Himalaya.
- Polyommatus kamtshadalis (Sheljuzhko, 1933) — en el noreste de Asia.
  - Polyommatus kamtshadalis extremiorienalis (Kurentzov, 1970)
  - Polyommatus kamtshadalis taimyrensis (Korshunov, 1982)
- Polyommatus menelaos (Kurentzov, 1970) — en Grecia.
- Polyommatus meoticus (Ochsenheimer, 1808) — en el noroeste del Cáucaso.
- Polyommatus pseuderos (Kurentzov, 1970) — en el oeste de Himalaya.
  - Polyommatus pseuderos nepalensis (Forster, 1961) — en Nepal.
- Polyommatus stigmatifera (Ochsenheimer, 1808) — en el centro de Asia.
- Polyommatus tsvetaevi (Forster, 1961) — en el norte de Corea.
- Polyommatus tshetverikovi (Ochsenheimer, 1808) — en Cáucaso.
- Polyommatus venus (Staudinger, 1886) — en el centro de Asia.
  - Polyommatus venus venus
  - Polyommatus venus lama (Grum-Grshimailo, 1891)
  - Polyommatus venus sinina (Grum-Grshimailo, 1891)
  - Polyommatus venus thasana (Murayama)
  - Polyommatus venus vantshensis Tshikolovets, 1995
  - Polyommatus venus wiskotti (Courvoisier, 1911)

- Polyommatus bilucha (Moore, 1884) — en Tíbet.
- Polyommatus cornelia (Gerhard, 1851) — en Asia Menor.
- Polyommatus isauricoides (Gerhard, 1851)
- Polyommatus muetingi (Bálint, 1992) — en el centro de Asia.
- Polyommatus nuksani (Forster, 1937)

- Polyommatus coelestina (Eversmann, 1843)  
  - Polyommatus coelestina coelestina del sur de Europa à Siberia
  - Polyommatus coelestina alticola (Christoph, 1886) — en Armenia, Asia Menor, en Cáucaso y en Kurdistán.
- Polyommatus corona (Verity, 1936)
- Polyommatus diana (Miller, 1912) — en Kurdistán.
- Polyommatus ellisoni (Pfeiffer, 1931) — en Kurdistán.
- Polyommatus fatima (Eckweiler y Schurian, 1980) — en Kurdistán.

- Polyommatus cyane (Eversmann, 1837) — todo el centro de Asia, Oural, Mongolia, Altái.
  - Polyommatus cyane deserticola (Elwes, 1899) — en el sureste de Altái.
  - Polyommatus cyane kozhantshikovi (Sheljuzhko, 1928) — en el sur de Siberia.
- Polyommatus elvira (Eversmann, 1854) — en Kazajistán.
- Polyommatus miris (Staudinger, 1881) — en el norte de Afganistán

- Polyommatus avinovi (Shchetkin, 1980) — en el centro de Asia.
  - Polyommatus avinovi avinovi
  - Polyommatus avinovi dangara (Eckweiler, 1997)
- Polyommatus bogra (Tshikolovets, 1992) — en Baluchistán.
- Polyommatus dagmara (Grum-Grshimailo, 1888) — en el centro de Asia.
- Polyommatus erschoffi (Lederer, 1869) 
  - Polyommatus erschoffi erschoffi en Irán.
  - Polyommatus erschoffi pashtu (Eckweiler, 1997) — en Afganistán.
  - Polyommatus erschoffi taherides (Eckweiler, 1998) — en Irán.
  - Polyommatus erschoffi tekkeanus (Christoph, 1887)
- Polyommatus magnifica (Grum-Grshimailo, 1885) — en el centro de Asia.
- Polyommatus pulchella (Bernard, 1951) — en el centro de Asia.
  - Polyommatus pulchella pulchella
  - Polyommatus pulchella chaburobatus (Tshikolovets, 1992)

- Polyommatus frauvartianae (Lederer, 1870) — en Afganistán.
- Polyommatus glaucias (Lederer, 1870) — en el norte de Irán.

- Polyommatus amandus (Schneider, 1792)  
  - Polyommatus amandus amandus en Europa, en Cáucaso y en Siberia.
  - Polyommatus amandus abdelaziz (Blachier, 1908) — en Marruecos.
  - Polyommatus amandus amata (Grum-Grshimailo, 1890)
  - Polyommatus amandus amurensis (Staudinger, 1892)
  - Polyommatus amandus brenda Hemming, 1932 en los montes del Líbano.
  - Polyommatus amandus brunhilda Hemming, 1932
  - Polyommatus amandus turensis (Heyne, 1895) — en Asia, en el oeste del Pamir.
- Polyommatus anthea (Grum-Grshimailo, 1890)
- Polyommatus chitralensis (Oberthür, 1910) — en el oeste del Himalaya.
- Polyommatus escheri (Hübner, 1823) — 
  - Polyommatus escheri ahmar (Le Cerf, 1928) — en Marruecos.
  - Polyommatus escheri dalmatica (Speyer, 1882) — en los Balcanes.
  - Polyommatus escheri helenae (Oberthür, 1910)
  - Polyommatus escheri parnassica (Brown, 1977)
  - Polyommatus escheri roseonitens (Oberthür, 1910)
  - Polyommatus escheri splendens Stefanelli, 1904
- Polyommatus icadius (Grum-Grshimailo, 1890) — en el centro de Asia.
  - Polyommatus icadius icadius
  - Polyommatus icadius alaicus (Balletto & Nekrutenko, 1987)
  - Polyommatus icadius candidus (Zhdanko, 2000)
  - Polyommatus icadius cicero (Ivonin y Kosterin, 2000)
- Polyommatus icarus (Rottemburg, 1775) — en África del Norte, Europa y Asia templada.
  - Polyommatus icarus icarus en Europa.
  - Polyommatus icarus ammosovi (Kurenzov, 1970)
  - Polyommatus icarus fuchsi (Sheljuzhko, 1928) — en el sur de Siberia.
  - Polyommatus icarus fugitiva (Butler, 1881)
  - Polyommatus icarus mariscolore (Kane, 1893) — en Irlanda.
  - Polyommatus icarus napaea (Grum-Grshimailo, 1891)
  - Polyommatus icarus omelkoi (Dubatolov y Korshunov, 1995)
- Polyommatus juno (Grum-Grshimailo, 1891) — en Líbano.
- Polyommatus kashgharensis (Moore, 1878) — en África del Norte, suroeste de Mongolia y norte de China.
  - Polyommatus kashgharensis kashgharensis
  - Polyommatus kashgharensis bienerti (Bálint, 1992)
  - Polyommatus kashgharensis szabokyi (Bálint, 1989)
  - Polyommatus kashgharensis turanicus (Heyne, 1895)
- Polyommatus thersites (Cantener, 1834)  
  - Polyommatus thersites thersites en el sur de Europa y jusqu'en Siberia
  - Polyommatus thersites orientis (Sheljuzhko, 1928) — en Asia en Altai.

- Polyommatus aedon (Christoph, 1887) — en el Cáucaso y en Kurdistán.
- Polyommatus myrrha (Herrich-Schäffer, 1852) — en Asia Menor.
- Polyommatus myrrhinus (Staudinger, 1901) — en Asia Menor.

- Polyommatus afghanicus (Forster, 1973) — en Afganistán.
- Polyommatus baltazardi (de Lesse, 1963)
- Polyommatus delessei (Bálint, 1997) — en el sur de Irán.
- Polyommatus nadira (Moore, 1884)

### Otras especies
- Polyommatus ahmadi (Carbonell, 2001)
- Polyommatus anticarmon (Koçak, 1983)
- Polyommatus arasbarani (Carbonell y Naderi, 2000)
- Polyommatus artvinensis (Carbonell, 1997)
- Polyommatus attalaensis (Carbonell et al., 2004)
- Polyommatus barmifiruze (Carbonell, 2000)
- Polyommatus bilgini (Dantchenko y Lukhtanov, 2002) — en Turquía.
- Polyommatus birunii (Eckweiler y ten Hagen, 2001)
- Polyommatus carmon (Herrich-Schäffer, 1851)
- Polyommatus cilicius (Carbonell, 1998)
- Polyommatus csomai (Forster, 1938)
- Polyommatus dagestanicus (Forster, 1960)
- Polyommatus elena
- Polyommatus eriwanensis (Forster, 1960) 
  - Polyommatus eriwanensis eriwanensis en Armenia.
  - Polyommatus eriwanensis interjectus (de Lesse, 1960) — en Turquía.
- Polyommatus ernesti (Eckweiler, 1989)
- Polyommatus erotulus (Lang, 1884)
- Polyommatus erzindjanensis (Carbonell, 2002) — en Turquía
- Polyommatus esfahensis (Carbonell, 2000)
- Polyommatus forsteri (Pfeiffer, 1938)
- Polyommatus guezelmavi (Olivier & al., 1999)
- Polyommatus haigi (Dantchenko y Lukhtanov, 2002)
- Polyommatus huberti (Carbonell, 1993)
- Polyommatus igisizilim (Dantchenko, 2000)
- Polyommatus Iránicus (Forster, 1938)
- Polyommatus kanduli (Dantchenko y Lukhtanov, 2002)
- Polyommatus khorasanensis (Carbonell, 2001)
- Polyommatus klausschuriani (ten Hagen, 1999)
- Polyommatus khoshyeilagi (Blom, 1979)
- Polyommatus lanka
- Polyommatus molleti (Carbonell, 1994)
- Polyommatus musa (Koçak y Hosseinpour, 1996)
- Polyommatus nekrutenkoi (Dantchenko et al., 2004)
- Polyommatus olympicus (Lederer, 1852)
- Polyommatus orphicus (Kolev, 2005) — en Grecia y Bulgarie. [VU]
- Polyommatus pljushtchi (Lukhtanov y Budashkin, 1993) — En Crimea. [DD].
- Polyommatus pseudactis (Forster, 1960)
- Polyommatus rjabovi (Forster, 1960) 
  - Polyommatus rjabovi rjabovi Monts Talish
  - Polyommatus rjabovi valiabadi (Rose & Schurian, 1977) — en el norte de Irán
- Polyommatus sigberti (Olivier, Poorten, Puplesiene y de Prins, 2000)
- Polyommatus singalensis
- Polyommatus xerxes (Forster, 1956)
- Polyommatus zamotajlovi (Shchurov y Lukhtanov, 2001)
- Polyommatus zapvadi (Carbonell, 1993)
- Polyommatus zardensis (Schurian y ten Hagen, 2001)

## Lista alfabética de las especies
- Polyommatus abdon (Forster, 1956)
- Polyommatus actinides (Staudinger, 1886)
- Polyommatus actis (Herrich-Schäffer, 1851)
- Polyommatus admetus (Esper, 1785) —
- Polyommatus aedon (Christoph, 1887)
- Polyommatus afghanicus (Forster, 1973)
- Polyommatus Afganistána (Forster, 1972)
- Polyommatus agenjoi (Forster, 1961) —
- Polyommatus ainsae (Forster, 1961) —
- Polyommatus ahmadi (Carbonell, 2001)
- Polyommatus albicans (Herrich-Schäffer, 1851) —
- Polyommatus alcestis (Zerny, 1932)
- Polyommatus aloisi (Bálint, 1988)
- Polyommatus altivagans (Forster, 1956)
- Polyommatus amandus (Schneider, 1792) —
- Polyommatus amor (Lang, 1884)
- Polyommatus andronicus (Coustis y Chavelas 1995) —
- Polyommatus annamaria (Tutt, 1909)
- Polyommatus anthea (Grum-Grshimailo, 1890) —
- Polyommatus anticarmon (Koçak, 1983)
- Polyommatus antidolus (Rebel, 1901)
- Polyommatus apennina (Zeller, 1847)
- Polyommatus arasbarani (Carbonell y Naderi, 2000)
- Polyommatus ardschira (Brandt, 1938)
- Polyommatus ariana (Tutt, 1909)
- Polyommatus aroaniensis (Brown, 1976) —
- Polyommatus artvinensis (Carbonell, 1997)
- Polyommatus aserbeidschanus (Forster, 1956)
- Polyommatus atlantica (Elwes, 1905) —
- Polyommatus attalaensis (Carbonell et al., 2004)
- Polyommatus avinovi (Shchetkin, 1980)
- Polyommatus baltazardi (de Lesse, 1963)
- Polyommatus barmifiruze (Carbonell, 2000)
- Polyommatus baytopi (de Lesse, 1959)
- Polyommatus bellargus (Rottemburg, 1775) —
- Polyommatus bilgini (Dantchenko y Lukhtanov, 2002)
- Polyommatus bilucha (Moore, 1884)
- Polyommatus birunii (Eckweiler y ten Hagen, 2001)
- Polyommatus biton (Sulzer, 1776)
- Polyommatus bogra Tshikolovets, 1992.
- Polyommatus boisduvalii (Herrich-Schäffer, 1844)
- Polyommatus buzulmavi (Carbonell, 1992)
- Polyommatus caelestissima (Verity, 1921)
- Polyommatus caeruleus (Staudinger, 1871)
- Polyommatus carmon (Herrich-Schäffer, 1851)
- Polyommatus carmonides (de Lesse, 1960)
- Polyommatus chitralensis (Oberthür, 1910)
- Polyommatus cilicius (Carbonell, 1998)
- Polyommatus ciloicus (Tutt, 1909)
- Polyommatus coelestina (Eversmann, 1843)
- Polyommatus coridon (Poda, 1761)
- Polyommatus cornelia (Gerhard, 1851)
- Polyommatus corona (Verity, 1936)
- Polyommatus corydonius (Herrich-Schäffer, 1852)
- Polyommatus csomai (Forster, 1938)
- Polyommatus cyane (Eversmann, 1837)
- Polyommatus cyaneus (Staudinger, 1899)
- Polyommatus dagestanicus (Forster, 1960)
- Polyommatus dagmara (Grum-Grshimailo, 1888)
- Polyommatus dama (Staudinger, 1891)
- Polyommatus damocles (Herrich-Schäffer, 1844)
- Polyommatus damon (Denis y Schiffermüller, 1775)
- Polyommatus damone (Eversmann, 1841)
- Polyommatus damonides (Staudinger, 1899)
- Polyommatus daphnis (Denis y Schiffermüller, 1775)
- Polyommatus deebi (Larsen, 1974)
- Polyommatus demavendi (Pfeiffer, 1938)
- Polyommatus dezinus (de Freina y Witt, 1983)
- Polyommatus diana (Miller, 1912)
- Polyommatus dizinensis (Schurian, 1982)
- Polyommatus dolus (Hübner, 1823)
- Polyommatus dorylas (Denis y Schiffermüller, 1775)
- Polyommatus dux (Tutt, 1909)
- Polyommatus ectabanensis (de Lesse, 1963)
- Polyommatus elbursicus (Forster, 1956)
- Polyommatus elena
- Polyommatus ellisoni (Pfeiffer, 1931)
- Polyommatus elvira (Eversmann, 1854)
- Polyommatus erigone (Grum-Grshimailo, 1890)
- Polyommatus eriwanensis (Forster, 1960)
- Polyommatus ernesti (Eckweiler, 1989)
- Polyommatus eroides (Frivaldszky, 1835)
- Polyommatus eros (Ochsenheimer, 1808)
- Polyommatus erotides (Kurentzov, 1970)
- Polyommatus erotulus (Lang, 1884)
- Polyommatus erschoffi (Lederer, 1869)
- Polyommatus escheri (Hübner, 1823)
- Polyommatus esfahensis (Carbonell, 2000)
- Polyommatus eurypilus (Freyer, 1852)
- Polyommatus evansi (Forster, 1956)
- Polyommatus everesti (Grum-Grshimailo, 1890)
- Polyommatus fabiani (Staudinger, 1899)
- Polyommatus fabressei (Oberthür, 1910)
- Polyommatus fatima (Eckweiler y Schurian, 1980)
- Polyommatus femininoides (Eckweiler, 1987)
- Polyommatus firdussii (Forster, 1956)
- Polyommatus forresti (Kurentzov, 1970)
- Polyommatus forsteri (Pfeiffer, 1938)
- Polyommatus fraterluci (Grum-Grshimailo, 1890)
- Polyommatus frauvartianae (Lederer, 1870)
- Polyommatus fulgens (Sagarra, 1925)
- Polyommatus glaucias (Lederer, 1870)
- Polyommatus golgus (Hübner, 1813) —
- Polyommatus gorbunovi (Eckweiler, 1989)
- Polyommatus guezelmavi (Olivier & al., 1999)
- Polyommatus haigi (Dantchenko y Lukhtanov, 2002)
- Polyommatus hamadanensis (de Lesse, 1959)
- Polyommatus hispana (Herrich-Schäffer, 1852) —
- Polyommatus hopfferi (Herrich-Schäffer, 1851)
- Polyommatus huberti (Carbonell, 1993)
- Polyommatus humedasae (Toso y Balletto, 1976) —
- Polyommatus hunza (Grum-Grshimailo, 1890)
- Polyommatus icadius (Grum-Grshimailo, 1890)
- Polyommatus icarus (Rottemburg, 1775) —
- Polyommatus igisizilim (Dantchenko, 2000)
- Polyommatus iphicarmon (Courvoisier, 1913)
- Polyommatus iphidamon (Staudinger, 1899)
- Polyommatus iphigenia (Herrich-Schäffer, 1847) —
- Polyommatus iphigenides (Staudinger, 1886)
- Polyommatus Iránicus (Forster, 1938)
- Polyommatus isauricoides (Gerhard, 1851)
- Polyommatus ischkaschimicus (de Lesse, 1957)
- Polyommatus juldusa (Staudinger, 1886)
- Polyommatus juno (Grum-Grshimailo, 1891)
- Polyommatus kamtshadalis (Sheljuzhko, 1933)
- Polyommatus kanduli (Dantchenko y Lukhtanov, 2002)
- Polyommatus kashgharensis (Grum-Grshimailo, 1891)
- Polyommatus kendevani (Forster, 1956)
- Polyommatus khorasanensis (Carbonell, 2001)
- Polyommatus khoshyeilagi (Blom, 1979)
- Polyommatus klausschuriani (ten Hagen, 1999)
- Polyommatus Kurdistánicus (Forster, 1961)
- Polyommatus lanka
- Polyommatus larseni (Carbonell, 1994)
- Polyommatus lycius (Carbonell, 1996)
- Polyommatus magnifica (Grum-Grshimailo, 1885)
- Polyommatus marcida (Lederer, 1870)
- Polyommatus melamarina (Dantchenko, 2000)
- Polyommatus melanius (Staudinger, 1886)
- Polyommatus menalcas (Freyer, 1837)
- Polyommatus menelaos (Kurentzov, 1970)
- Polyommatus meoticus (Ochsenheimer, 1808)
- Polyommatus merhaba (de Prins et al., 1991)
- Polyommatus miris (Staudinger, 1881)
- Polyommatus mithridates (Toso y Balletto, 1976)
- Polyommatus mofidi (de Lesse, 1963)
- Polyommatus molleti (Carbonell, 1994) —
- Polyommatus morgani (Le Cerf, 1909)
- Polyommatus muetingi (Bálint, 1992)
- Polyommatus myrrha (Herrich-Schäffer, 1852)
- Polyommatus nadira (Moore, 1884)
- Polyommatus nekrutenkoi (Dantchenko et al., 2004)
- Polyommatus nephohiptamenos (Brown y Coutsis, 1978) —
- Polyommatus ninae (Forster, 1956)
- Polyommatus nivescens (Hübner, 1813) —
- Polyommatus nufrellensis (Schurian, 1977)
- Polyommatus nuksani (Forster, 1937)
- Polyommatus olympicus (Lederer, 1852)
- Polyommatus ossmar (Gerhard, 1853)
- Polyommatus peilei (Le Cerf, 1909)
- Polyommatus pfeifferi (Brandt, 1938)
- Polyommatus phillipi (Lederer, 1852) —
- Polyommatus phyllides (Staudinger, 1886)
- Polyommatus phyllis (Christoph, 1877)
- Polyommatus pierceae (Lukhtanov y Dantchenko, 2002)
- Polyommatus pierinoi (Grum-Grshimailo, 1890)
- Polyommatus polonus (Schurian y Hofmann, 1983)
- Polyommatus poseidon (?Lederer, 1869)
- Polyommatus poseidonides (Staudinger, 1886)
- Polyommatus posthumus (Christoph, 1877)
- Polyommatus pseudactis (Forster, 1960)
- Polyommatus pseuderos (Kurentzov, 1970)
- Polyommatus pseudoxerxes (Forster, 1956)
- Polyommatus psylorita (Freyer, 1845) —
- Polyommatus pulchella (Bernard, 1951)
- Polyommatus punctifera (Oberthür, 1876) —
- Polyommatus putnami (Dantchenko y Lukhtanov, 2002)
- Polyommatus ripartii (Freyer, 1830) —
- Polyommatus rjabovi (Forster, 1960)
- Polyommatus rovshani (Christoph, 1877)
- Polyommatus sagratrox (Aistleitner, 1986) —
- Polyommatus schuriani (Rose, 1978)
- Polyommatus sennanensis (de Lesse, 1959)
- Polyommatus sertavulensis (Koçak, 1979)
- Polyommatus shamil (Dantchenko, 2000)
- Polyommatus sheikh (Dantchenko, 2000)
- Polyommatus sigberti (Olivier, Poorten, Puplesiene y de Prins, 2000)
- Polyommatus singalensis
- Polyommatus stigmatifera (Ochsenheimer, 1808)
- Polyommatus stoliczkanus (Felder y Felder, 1865)
- Polyommatus surakovi (Koçak, 1996)
- Polyommatus sutleja (Moore, 1882)
- Polyommatus syriaca (Tutt, 1914)
- Polyommatus tankeri (de Lesse, 1960)
- Polyommatus theresiae (Schurian & van Oorschot & van den Brink, 1992)
- Polyommatus thersites (Cantener, 1834) —
- Polyommatus transcaspicus (Staudinger, 1899)
- Polyommatus tshetverikovi (Ochsenheimer, 1808)
- Polyommatus tsvetaevi (Forster, 1961)
- Polyommatus turcicus (Koçak, 1977) —
- Polyommatus valiabadi (Rose y Schurian, 1977)
- Polyommatus vanensis (de Lesse, 1957)
- Polyommatus venus (Staudinger, 1886)
- Polyommatus violetae (Gómez Bustillo, Expósito Hermosa y Martínez Borrego, 1979) —
- Polyommatus vittatus (Oberthür, 1892)
- Polyommatus wagneri (Forster, 1956)
- Polyommatus xerxes (Forster, 1956)
- Polyommatus yurinekrutenko (Koçak, 1996)
- Polyommatus zamotajlovi (Shchurov y Lukhtanov, 2001)
- Polyommatus zapvadi (Carbonell, 1993)
- Polyommatus zardensis (Schurian y ten Hagen, 2001)